# مريم كابا
مريم كابا (بالفرنسية: Mariam Kaba)‏ هي ممثلة غينية وفرنسية، ولدت في القرن العشرين في غينيا.

## أعمال

### أفلام
- خاتم الزواج
- الكرة الذهبية

## وصلات خارجية
- مريم كابا على موقع IMDb (الإنجليزية)
- مريم كابا على موقع ألو سيني (الفرنسية)
- مريم كابا على موقع قاعدة بيانات الفيلم (الإنجليزية)